# Silowarch
Silowarch (Kofferwort aus Silowik und Oligarch) ist ein 2006 vom Politikwissenschaftler Daniel Treisman geprägter Begriff für einen Angehörigen der führenden politischen Elite Russlands unter Putin. Typischerweise handelt es sich bei Silowarchen um führende Beamte der Sicherheitsdienste und der Strafverfolgung. Silowarchen vereinen die Merkmale von zwei grundsätzlich unterschiedlichen Gruppen der russischen Eliten, also der Oligarchen und der Silowiki.

## Einfluss auf das Regime Putin
Treisman hält die Silowarchen für einflussreicher als die Oligarchen. Hugo Crosthwaite, leitender Analyst für Eurasien beim US-amerikanischen Sicherheitsunternehmen Dragonfly, geht davon aus, dass Silowiki einen wesentlichen Teil von Wladimir Putins engstem Kreis ausmachen. Als fester Bestandteil des Regimes von Putin sollen die Silowarchen diesem näher stehen als die Oligarchen. Auch untereinander sind die Silowarchen, deren bekanntesten Gesichter häufig Generaldirektoren und Veteranen des KGB sind, miteinander verbunden.
Da Silowarchen oftmals als Aufsichtsrat oder Geschäftsführer große Unternehmen kontrollieren, sehen laut Treisman diese „ihre Mission darin, Probleme zu lösen, die durch die Oligarchen geschaffen wurden“. Ihrer Auffassung nach ist es an ihnen, den Respekt für den Staat wiederherzustellen, die Macht des Präsidenten zu stärken, die Medien und Parteien zu restrukturieren und somit den russischen Staat zu schützen. So haben laut Crosthwaite die Silowarchen, „gemessen an ihren Positionen, einen enormen Einfluss innerhalb Russlands“. „Es handele sich schließlich bei den Silowarchen um eine sehr kleine Entscheidungsgruppe um den Präsidenten, die letztendlich über die Macht im Staat verfügt.“

## Einzelpersonen
Laut Treisman und Crosthwaite ist neben Putin „der mächtigste Silowarch und Putins engster Vertrauter“ Igor Setschin. Als ehemaliger Militärdolmetscher in Angola und Mosambik sowie Chef der staatlichen Ölgesellschaft Rosneft ist er einer der wichtigsten geopolitischen Akteure des russischen Präsidenten.
Weiterhin werden den Silowarchen zugerechnet:
- Wladimir Jakunin – „ein ehemaliger General,[...] ehemaliger Präsident der russischen Eisenbahnen [...], arbeitete zuvor im Verkehrsministerium.“[1]
- Wiktor Iwanow – ehemaliger Vorstandsvorsitzender von Almas-Antei und Aeroflot. Zuvor arbeitete er beim sowjetischen KGB und beim FSB.
- Sergei Tschemesow – Generaldirektor von Rostec und ehemaliger Spion.
- Wiktor Subkow – Vorstandsvorsitzender von Gazprom und ehemaliger Ministerpräsident.
- Sergei Iwanow – Sonderbeauftragter des Präsidenten für Umweltschutz, Ökologie und Verkehr, ehemaliger Verteidigungsminister und ehemaliger Geheimdienstoffizier des KGB.
- Nikolai Tokarew – Präsident von Transneft und ehemaliger KGB-Agent.
- Michail Fradkow – ehemaliger Leiter des russischen Auslandsgeheimdienstes und ehemaliger Ministerpräsident – diente als technischer Dolmetscher für die Botschaft der Sowjetunion in Indien.
- Raschid Nurgalijew – ehemaliger Innenminister und stellvertretender Sekretär des Sicherheitsrates – ist Armeegeneral und arbeitete für das FSB.
- Wladimir Kolokolzew – Innenminister und Generalleutnant bei der Polizei. Zuvor war er Moskauer Polizeikommissar.
- Wiktor Tscherkessow – Direktor des staatlichen Antidrogendienstes und Generalleutnant.
- Alexei Miller – „ist aktuell Chef des Energieversorgers Gazprom, welches wiederum dem Silowarchen-Imperium zugeordnet wird.“[1]